# Loxosoma saltans
Loxosoma saltans är en bägardjursart som beskrevs av Assheton 1912. Loxosoma saltans ingår i släktet Loxosoma och familjen Loxosomatidae. Inga underarter finns listade i Catalogue of Life.